# NGC 4139
NGC 4139 في الفهرس العام الجديد، هي مجرة، تقع في كوكبة العذراء. اكتشفت في 10 أغسطس 1863 بواسطة هاينريش لويس دريست.

## روابط خارجية
- NGC 4139 على موقع ويكي سكاي: DSS2, SDSS, GALEX, IRAS, Hydrogen α, X-Ray, Astrophoto, Sky Map, Articles and images